# 紀逡
纪逡（?—?），字王思，西汉琅邪郡（郡治东武，今山东省诸城市）人。
纪逡明经修行有清名，在王莽手下为官，担任谏议祭酒。天凤四年（17年）五月，王莽以纪逡和保成师友祭酒唐林，孝弟忠恕，敬上爱下，博通旧闻，德行醇备，很少有过失。封唐林为建德侯，纪逡为封德侯，位至特进，对待的礼仪如三公。赐宅第一区，钱三百万，授予几杖。